# Northome
La ville de Northome est située dans le comté de Koochiching, dans l’État du Minnesota, aux États-Unis. Lors du recensement de 2000, elle comptait 230 habitants.
Northome est située à environ 110 km d'International Falls, aux environs de la Région récréative d'État de Big Bog.

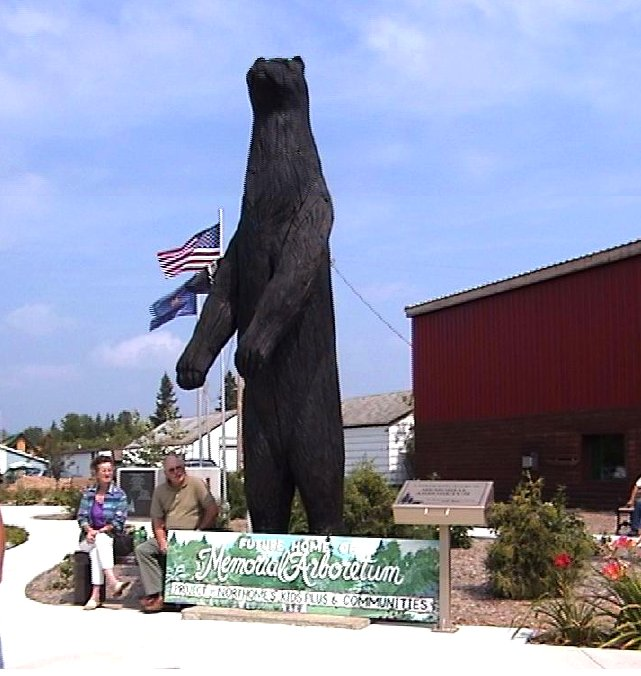
Statue d'un ours noir à Northome.

## Source
- (en) Cet article est partiellement ou en totalité issu de l’article de Wikipédia en anglais intitulé « Northome, Minnesota » (voir la liste des auteurs).